# Província de Daniel Campos

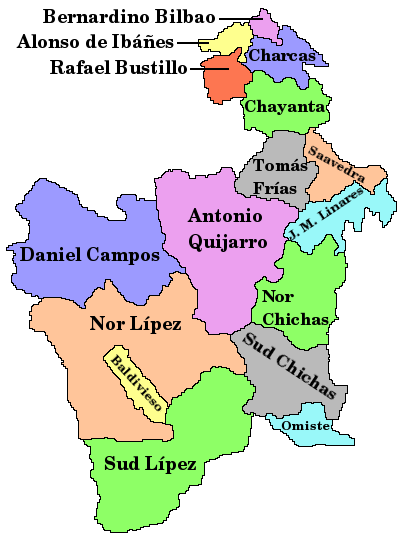
Les províncies del Departament de Potosí

La província de Daniel Campos és una de les 16 províncies del Departament de Potosí, a Bolívia. La seva capital és Llica.